# Neoparoecus sapromyzina
Neoparoecus sapromyzina är en tvåvingeart som beskrevs av Shatalkin 1999. Neoparoecus sapromyzina ingår i släktet Neoparoecus och familjen lövflugor. Inga underarter finns listade i Catalogue of Life.